# 王洽 (明朝)
王洽（？—1630年），字和仲（涵仲），號葱嶽，山東濟南府临邑县人。明末政治人物，官至兵部尚書。

## 生平
萬曆三十二年（1604年）進士，历任东光、任丘、长垣知县，王洽儀表頎偉，危坐堂上，吏民望之若神明，廉能為一方之最。擢吏部稽勳主事，歷考功、文選司郎中。天啟初，遷太常寺少卿。天啟三年冬（1624年初），以都察院右僉都御史、巡撫浙江。因赈灾时私自先开启官仓，受魏忠贤陷害，奪職閒住。
崇祯元年（1628年），王洽复职，任工部右侍郎。二年擢升任兵部尚书。王洽上疏陈述十条；严责帅、修武备、核实兵、衡将材、核欺蔽、惩睃削、勤训练、厘积蠹、举异才、弭盗贼。又王洽提出重建屯田制，“祖宗养兵百万，不费朝廷一钱，屯田是也。今辽东、永平、天津、登、莱沿海荒地，及宝坻、香河、丰润、玉田、三河、顺义诸县闲田百万顷……乞敕诸道监司，遵先朝七分防操、三分屯垦之制，实心力行，庶国计有裨，军食无缺。”
崇祯二年（1629年）己巳之變，十月二十七日，清兵攻陷大安口，京城告急。王洽急征全国十路兵马驰援京师。十一月初十，督师袁崇焕、巡抚解经传、总兵祖大寿等十路兵马先后赶到，卻无法阻挡住清兵，崇祯大怒。禮部侍郎周延儒、检讨项煜乘机诬陷王洽入狱。
崇祯三年（1630年）四月，王洽病死狱中。《明史》有傳。

## 家族
曾祖王世礼，祖王贷，父王三迁（累封奉政大夫户部郎中），母丁氏，继母冯氏。兄王浩（知府）。